# Municipio de Dunleith
El municipio de Dunleith (en inglés: Dunleith Township) es un municipio ubicado en el condado de Jo Daviess en el estado estadounidense de Illinois. En el año 2010 tenía una población de 3820 habitantes y una densidad poblacional de 125,58 personas por km².

## Geografía
El municipio de Dunleith se encuentra ubicado en las coordenadas 42°28′49″N 90°36′55″O / 42.48028, -90.61528. Según la Oficina del Censo de los Estados Unidos, el municipio tiene una superficie total de 30.42 km², de la cual 24.48 km² corresponden a tierra firme y (19.53%) 5.94 km² es agua.

## Demografía
Según el censo de 2010, había 3820 personas residiendo en el municipio de Dunleith. La densidad de población era de 125,58 hab./km². De los 3820 habitantes, el municipio de Dunleith estaba compuesto por el 97.72% blancos, el 0.5% eran afroamericanos, el 0.13% eran amerindios, el 0.42% eran asiáticos, el 0.13% eran isleños del Pacífico, el 0.26% eran de otras razas y el 0.84% pertenecían a dos o más razas. Del total de la población el 0.97% eran hispanos o latinos de cualquier raza.